# George Burt (Komponist)
George Burt (* 7. Oktober 1929 in San Francisco, Kalifornien; † 28. März 2015 in Sonoma, Kalifornien) war ein US-amerikanischer Komponist.

## Leben
Burt studierte Komposition an der University of California, Berkeley, am Mills College und der Princeton University. Seine Lehrer waren Milton Babbitt, Andrew Imbrie, Darius Milhaud, Leon Kirchner und Roger Sessions sowie György Ligeti in Wien. Er wirkte als Kompositionslehrer am Smith College, an der University of Michigan und an der Rice University. 1997 zog er nach Los Angeles.

## Filmmusik
- Robert Altman: Secret Honor (1984) – FIPRESCI-Preis
- Robert Altman: Fool for Love (1985)